# Суслонова, Нина Владимировна
Нина Владимировна Суслонова (род. 9 августа 1960, п. Мамакан, Иркутская область) — российский государственный деятель. Заслуженный врач Российской Федерации (2005), доктор медицинских наук. Председатель Кабинета министров Чувашской Республики (2010—2011).

## Биография
Родилась 9 августа 1960 года в посёлке Мамакан Иркутской области. Училась в средней школе № 5 в городе Новочебоксарске.
- В 1984 году окончила медицинский факультет Чувашского государственного университета им. И. Н. Ульянова по специальности «Лечебное дело».
- В 1986 году начала работать врачом.
- В 1994 году защитила кандидатскую диссертацию.
- В 1996 году окончила Российскую Академию государственной службы при Президенте Российской Федерации по специальности «Юриспруденция».
- С 2000 года — министр здравоохранения Чувашской Республики.
- С 2005 года — министр здравоохранения и социального развития Чувашской Республики.
- С 2007 года — заместитель председателя Кабинета министров Чувашской Республики — министр здравоохранения и социального развития Чувашской Республики.
- С 2010 года — Председатель Кабинета министров Чувашской Республики (с 8 апреля 2010 года)[1].
- В 2011 году (март — ноябрь) — начальник управления здравоохранения города Сочи.
- С ноября 2011 года — заместитель руководителя Департамента здравоохранения г. Москвы.
- С 14 января 2013 года по ноябрь 2016 года[3] — министр здравоохранения Московской области.
- С ноября 2016 года — советник губернатора Московской области[3].

## Награды и звания
- Заслуженный врач Российской Федерации (2005).
- Орден «За заслуги перед Чувашской Республикой» (2010).
- «Отличник здравоохранения» (2002).
- Доктор медицинских наук.